# Canadian Rugby Championship 2013
Canadian Rugby Championship 2013 – piąta edycja najwyższej klasy rozgrywkowej w męskim rugby union w Kanadzie. Zawody odbywały się w dniach 10 sierpnia–21 września 2013 roku.

## Informacje ogólne
Podobnie jak rok wcześniej, każda z drużyn – Ontario Blues, Prairie Wolf Pack, Atlantic Rock i BC Bears, która powróciła do zawodów w miejsce Pacific Tyee – rozgrywała dwumecze z zespołem z własnej dywizji oraz z jedną z drużyn z drugiej dywizji, a także jedno spotkanie z pozostałym uczestnikiem mistrzostw. Za zwycięstwo, remis i porażkę przysługiwało odpowiednio cztery, dwa i zero punktów, punkt bonusowy można było otrzymać za zdobycie przynajmniej czterech przyłożeń lub też za przegraną nie więcej niż siedmioma punktami.
Drużyna Ontario Blues trzeci tytuł z rzędu zapewniła sobie na kolejkę przed zakończeniem rozgrywek, zaś wygrywając ostatni mecz dodatkowo została pierwszym w historii tych rozgrywek niepokonanym zespołem.

## Faza grupowa
| 10 sierpnia 201319:00 | BC Bears | 21:30 | Prairie Wolf Pack | UBC Wolfson Fields, Vancouver |
| 10 sierpnia 201319:00 |          | 21:30 |                   | UBC Wolfson Fields, Vancouver |

| 17 sierpnia 201316:30 | Ontario Blues | 27:25 | Atlantic Rock | Sherwood Forest Park, Burlington |
| 17 sierpnia 201316:30 |               | 27:25 |               | Sherwood Forest Park, Burlington |

| 24 sierpnia 201315:30 | Atlantic Rock | 16:14 | Prairie Wolf Pack | Swilers Rugby Complex, St. John’s |
| 24 sierpnia 201315:30 |               | 16:14 |                   | Swilers Rugby Complex, St. John’s |

| 30 sierpnia 201318:00 | Prairie Wolf Pack | 47:27 | Atlantic Rock | Calgary Rugby Park, Calgary |
| 30 sierpnia 201318:00 |                   | 47:27 |               | Calgary Rugby Park, Calgary |

| 30 sierpnia 201319:30 | BC Bears | 7:11 | Ontario Blues | Westhills Stadium, Langford |
| 30 sierpnia 201319:30 |          | 7:11 |               | Westhills Stadium, Langford |

| 2 września 201313:00 | Prairie Wolf Pack | 23:53 | Ontario Blues | Calgary Rugby Park, Calgary |
| 2 września 201313:00 |                   | 23:53 |               | Calgary Rugby Park, Calgary |

| 2 września 201316:45 | BC Bears | 40:18 | Atlantic Rock | Westhills Stadium, Langford |
| 2 września 201316:45 |          | 40:18 |               | Westhills Stadium, Langford |

| 14 września 201316:30 | Ontario Blues | 50:27 | BC Bears | Lindsay Rugby Park, Lindsay |
| 14 września 201316:30 |               | 50:27 |          | Lindsay Rugby Park, Lindsay |

| 21 września 201315:30 | Atlantic Rock | 23:26 | Ontario Blues | Swilers Rugby Complex, St. John’s |
| 21 września 201315:30 |               | 23:26 |               | Swilers Rugby Complex, St. John’s |

| 21 września 201315:00 | Prairie Wolf Pack | 19:40 | BC Bears | Ellerslie Rugby Park, Edmonton |
| 21 września 201315:00 |                   | 19:40 |          | Ellerslie Rugby Park, Edmonton |

## Statystyki
| Punkty | Nazwisko       | Drużyna           | Przyłożenia | Podwyższenia | Karne | Dropgole |
| ------ | -------------- | ----------------- | ----------- | ------------ | ----- | -------- |
| 48     | Gordon McRorie | Prairie Wolf Pack | 2           | 13           | 4     | 0        |
| 33     | Connor Braid   | BC Bears          | 1           | 8            | 3     | 1        |
| 30     | Duncan Maguire | Prairie Wolf Pack | 6           | 0            | 0     | 0        |
| 30     | Liam Underwood | Ontario Blues     | 0           | 9            | 4     | 0        |
| 27     | Rob Wilson     | Atlantic Rock     | 3           | 3            | 2     | 0        |

| Poz. | Nazwisko       | Drużyna           | Przyłożenia |
| ---- | -------------- | ----------------- | ----------- |
| 1.   | Duncan Maguire | Prairie Wolf Pack | 6           |
| 2.   | Rob Wilson     | Atlantic Rock     | 3           |
| =    | Luke Campbell  | BC Bears          | 3           |
| =    | Zac Coughlan   | Atlantic Rock     | 3           |
| =    | Sean Ferguson  | BC Bears          | 3           |